# Baphomets Fluch: Der Sündenfall
Baphomets Fluch: Der Sündenfall auch Baphomets Fluch 5 (englisch: Broken Sword: The Serpent’s Curse) ist ein Point-and-Click-Adventure des britischen Entwicklerstudios Revolution Software und der fünfte Teil der Spielereihe Baphomets Fluch.

## Handlung
Wie die Vorgänger greift Baphomets Fluch: Der Sündenfall auf historische Werke und Legenden zurück, um daraus eine fiktive Verschwörungsgeschichte zu konstruieren. Themenpunkte des Spiels sind die frühchristlichen, gnostischen Werke der Nag-Hammadi-Schriften, insbesondere das Thomasevangelium und das Evangelium der Wahrheit, sowie die Evangelien der Maria Magdalena und des Judas. Das Spiel zieht eine direkte Tradition bis zum mittelalterlichen Orden der Katharer, der ähnlich wie der Orden der Tempelritter auf Befehl des Papstes Innozenz III. und im Sinne der französischen Krone (in Person der Könige Philipp II., Ludwig VIII. und Ludwig IX.) durch den Albigenserkreuzzug zwischen 1209 und 1229 ausgelöscht wurde.
Die Handlung des Spiels beginnt abermals in Paris. Nico und George besuchen eine Ausstellung in einer Kunstgalerie, als plötzlich ein vermummter, bewaffneter Dieb den Raum betritt, den Galeriebesitzer erschießt und mit dem ausgestellten Bild einer Schlange flieht.

## Spielprinzip und Technik
Nachdem die beiden direkten Vorgänger Der schlafende Drache und Der Engel des Todes das Spielprinzip in eine 3D-Umgebung transferiert hatten, kehrt Der Sündenfall zum Präsentations- und Spielstil der ersten beiden Veröffentlichungen, dem sogenannten 2,5D-Stil, zurück. Die in 3D modellierten Spielfiguren agieren vor comicartigen, handgezeichneten 2D-Kulissen. Die Bedienung erfolgt über eine Point-and-Click-Benutzeroberfläche. Die Spielzeit beträgt etwa zwölf Stunden.

## Produktionsnotizen
Der fünfte Teil der Baphomets-Fluch-Reihe wurde von Revolution Software offiziell am 23. August 2012 angekündigt, gleichzeitig bat das Unternehmen die Fans der Serie um finanzielle Unterstützung für das Spiel, die über die Crowdfunding-Plattform Kickstarter organisiert wurde. Zuvor hatte Revolution bereits mit den Erlösen aus dem digitalen Vertrieb seiner früheren Titel insgesamt 500.000 britische Pfund in die Entwicklung des Titels investiert. Zum Zeitpunkt der Ankündigung befand sich das Spiel daher etwa seit sechs Monaten in der Entwicklung. Der Start der Crowdfunding-Kampagne hatte sich gegenüber den ursprünglichen Planungen um mehrere Monate verzögert, da Revolution zunächst ein Firmenbankkonto in den Vereinigten Staaten eröffnen musste, um die Kampagne mit dem US-Dollar als Währung aufsetzen zu können, was sich als langwieriger Prozess herausstellte. Ziel der Kampagne war die Einnahme von 400.000 US-Dollar, letztlich konnte Revolution über Kickstarter sogar über 770.000 US-Dollar von mehr als 14.000 Unterstützern einsammeln. Hinzu kamen weitere rund 50.000 US-Dollar über den Zahlungsanbieter PayPal. Cecil machte die Verbreitung von Informationen zur Kampagne über Social Media mitverantwortlich für ihren Erfolg. Durch die erfolgreiche Kampagne wurde der Produktionsumfang des Spiels deutlich ausgeweitet, unter anderem durch die Aufnahme zusätzlicher Schauplätze, die aus Kostengründen aus dem ursprünglichen Konzept gestrichen worden waren. Ursprünglich sah das Konzept einen Spielumfang vergleichbar dem des zweiten Teils vor.
Anfänglich wurde das Spiel für eine Veröffentlichung im April/Mai 2013 auf den Plattformen Windows, Mac OS, Linux, iOS und Android angekündigt. Im Januar 2013 wurde schließlich die Verschiebung auf die zweite Jahreshälfte 2013 bekannt gegeben, um die im Rahmen der Finanzierung versprochenen zusätzlichen Inhalte implementieren zu können. Im August 2013 wurde weiterhin eine Portierung auf die Handheld-Konsole PlayStation Vita angekündigt. Anfang November 2013 wurde schließlich der 4. Dezember 2013 als Veröffentlichungstermin des ersten Teils festgelegt. Der zweite Teil des Spiels wurde am 16. April 2014 veröffentlicht (ohne iOS und Android). Dieser wurde als kostenloses Update für Besitzer des ersten Teils angeboten. Am 24. Juni 2014 wurde das Spiel im Vertrieb von Koch Media auf DVD-ROM und als Standard- und Collector's Edition für den PC veröffentlicht.
Für iOS und Android gab Revolution Games im Juni 2014 bekannt, dass der zweite Teil des Spiels ein kostenpflichtiger in-App-Kauf (iOS) bzw. eine separate App (Android) würde. Dieser ist seit Mitte Juli via In-App-Kauf erhältlich.

### Sprecherliste
Die Synchronisation erfolgte durch die Toneworx GmbH. Die Übersetzungen stammen von Rolf D. Busch, Andrea Buck und Leon W. Busch. Dialogregie führten Antje Roosch und Christine Pappert.
| Rolle           | deutscher Sprecher | englischer Sprecher |
| --------------- | ------------------ | ------------------- |
| George Stobbart | Alexander Schottky | Rolf Saxon          |
| Nicole Collard  | Petra Konradi      | Emma Tate           |
| Hector Laine    | Ben Hecker         | Rob Rackstraw       |
| Sergeant Moué   | Achim Schülke      | Colin Mace          |
| Roman Medovsky  | Holger Mahlich     | Kerry Shale         |
| Wilfred Hobbs   | Eberhard Haar      | Toby Longworth      |
| Richard Langham | Christos Topoulos  | Nicholas Boulton    |
| Bijou Dubois    | Isabella Grothe    | Rosalyn Landor      |

## Rezeption
Baphomets Fluch: Der Sündenfall erhielt gemischte Bewertungen. Die Rezensionsdatenbank Metacritic aggregiert 39 Rezensionen zu einem Mittelwert von 69.
Das deutsche Spielemagazin PC Games lobte gut ausgearbeitete Charaktere, die Vertonung von Haupt- und Nebenrollen sowie die interessante Story, die gegen Ende des Spiels allerdings etwas „gehetzt“ wirke. Das Magazin kritisierte die Spielwelt als „teils etwas leblos“. Das Fachmagazin Adventure-Treff lobte die Story des Spiels, die sich „perfekt ins Universum der gesamten Serie“ einpasse und alle Erwartungen erfülle. Die Grafik des Spiels sei außerdem „atmosphärisch, authentisch und mit Liebe zum Detail gestaltet“, wenn auch etwas leblos.
Da das Spiel zu einer Reihe gehört, deren erster Teil Baphomets Fluch 1996 erschien, wurde die Spieleserie mit Erscheinen von Der Sündenfall vom Guinness-Buch der Rekorde, als „die längste Zeit aktiven Grafikadventure-Helden“ ausgezeichnet.